# Jel (informatika)
Az információelméletben egy jel a kommunikációs csatorna állapotainak egy sorozata, amelyet üzenetté lehet dekódolni. Egy kommunikációs rendszerben, egy küldő kódol egy üzenetet jelekké, amelyet a kommunikációs csatorna segítségével a vevőnek el lehet juttatni. Például a „Volt egy török, Mehemed” szavakat mondjuk a telefon mikrofonjába. A telefon a hangokat elektromos feszültség jelekké alakítja. A telefon az elektromos jeleket telefonhálózat segítségével a vevő telefonjába továbbítja, ahol az visszaalakul hanggá.
Az információelmélet tárgyalja mind a folyamatos jeleket (analóg jelek), mind pedig diszkrét jeleket vagy a kvantált jeleket, vagy számsorozatot leképezzük egy másik függvényre vagy számsorozatra, amely a jel tipikus tulajdonságait különösen jól felismerhetővé teszi, és ez a leképezés bizonyos információvesztéssel járhat. A jelanalízis invertálását, vagyis a kiindulási jel visszanyerését jelszintézisnek nevezzük.

## Analóg és digitális jelek
Két fő jeltípust különböztetünk meg: az analóg és digitális jelet. Röviden a két jeltípus közötti különbséget úgy határozhatjuk meg, hogy a digitális jelek a következőkben meghatározott diszkrét és kvantált jellemzőkkel bírnak, míg az analóg jeleknek nincsen ilyen jellemzőjük.
Az analóg jelet legtöbbször folytonos fizikai mennyiség reprezentálja, amely gyakran folytonos függvénye az időnek, helynek vagy más mennyiségnek. Például a hőmérsékletet mint jelet a hőmérőben egy higanyszál hossza mutatja (analóg jel), e két mennyiség arányosan változik.
A digitális jel valamilyen diszkrét jelnek számokkal kódolt megjelenési formája, speciálisan bináris számokkal kódolt. Diszkrét jeleknek azokat a jeleket nevezzük, amelyek véges sok, jól megkülönböztethető értéket, formát vehetnek fel.
A digitalizálás lényege, hogy (1) az analóg jelet véges számú (felosztás) és véges pontosságú (kerekítés) diszkrét jelekre bontjuk, ha még nem ilyen elemekből áll, majd (2) mindegyik diszkrét jelformának egy adott szabály szerint számokat (egészeket, ill. véges pontosságú számokat) feleltetünk meg.

### Diszkretizálás
Alapvető különbség a két jeltípus között a folytonos és a diszkrét idő. Matematikai értelemben, a folytonos időtartományban (angolul continuous time, CT) egy jel a valós számok halmaza, míg a diszkrét időtartományban a jel egész, integer számok halmaza. Ezek az egészek jellemzik a jel természetét.
A diszkrét idejű (angolul discret time, DT) jelek gyakran a CT jelekkel kapcsolatosan is felmerültek. Például, egy érzékelő kimenetén az adatok folytonosak, de ezt a folytonos adatfolyamot nem lehet digitálisan rögzíteni, ezért diszkrét jelekkel kell azokat „helyettesíteni” (közelíteni). A számítógépek és más digitális eszközök korlátaik miatt diszkrét időtartományt használnak.

### Kvantálás
Ha egy jelet számok sorozataként ábrázolunk, akkor nincs lehetőség annak nagy pontosságú ellenőrzésére – a sorozat minden eleme véges számú számjegyből áll. Ennek eredményeként a jel értékeinek egy véges halmazhoz kell tartozniuk; más szavakkal: a jel kvantált.

## Példák jelekre
- Mozgás. Egy jelet a gyakorlatban gyakran jellemez valamiféle mozgás, – például a porszemek mozgása egy zárt térben – ami egy egydimenziós jel (idő dimenzióban), de a mozgás tartománya általában háromdimenziós.
- Hang. Mivel egy hang egy közeg (például levegő) rezgése, a hanghoz bármelyik időpillanatban hozzárendelhetünk egy nyomás értéket, a hang jel analóg jel.
- CD-k (Kompakt diszk). A CD-k diszkrét jelekkel megjelenített hangot tartalmaznak, amelyet másodpercenként 44 100-szor vett minta alapján rögzítettek. Minden minta tartalmazza a jobb- és bal hangcsatorna jelét (mivel a CD-kre sztereó hangot rögzítenek).
- Képek. Egy kép minden pontjához egy színérték van hozzárendelve. Mivel ezek a pontok a síkban fekszenek, a tartomány kétdimenziós. Ha a kép egy fizikai objektum, mondjuk egy festmény, akkor ezek folyamatos jelek. Ha a kép egy digitális kép, akkor diszkrét jelek. A kép pontjait gyakran reprezentálják egy, az alapszínek különböző intenzitású összegéből álló értékkel, ekkor az ábrázolás háromdimenziós vektorokkal történik.
- Videók. Egy videojel valójában képek sorozata. Egy pont a videóban a kétdimenziós helyével, és az idő szerinti előfordulásával azonosítható, így egy videojel háromdimenziós tartomány.
- Biológiai membrán potenciálok. A biológiai jelek inkább ("feszültségek"). Nagyon nehéz a tartományukat meghatározni. Néhány sejt vagy organizmus azonos membrán potenciál küszöbbel rendelkeznek; a neuronok különböző pontokon különböző potenciálokkal rendelkeznek. Ezek a jelek nagyon kis energiával rendelkeznek, és mérésükkel az elektro-fiziológia foglalkozik.

## Entrópia
A jel egy másik, nagyon fontos tulajdonsága (éppen statisztikai jellemzői miatt) az entrópia vagy információtartalom.

## Jeltovábbítás
A modern híradástechnikában elektronikus jelekkel dolgoznak, ahol az információt a váltakozó áram valamely tulajdonsága – feszültség, frekvencia, fáziseltolódás – hordozza. Egy vivőhullámra „ültetik rá” a továbbítandó nyers jelet, vagyis a vivőhullámot modulálják, majd a modulált hullámot továbbítják.
A jelek frekvenciatartománybeli viselkedésének elemzésére szolgál a jel frekvenciaspektrumának elemzése, azaz a frekvencia-analízis. A technika mind az analóg, mind a diszkrét jelekre alkalmazható.

## A jel az informatikán túl
A jel legtöbb meghatározása összhangban van a következő nagyon általános megállapítással: A jelölő (jeltest) az a jelenség, dolog, ami valami mást a jelöltet (a jel tárgyát) valamilyen szabály szerint helyettesíti, reprezentálja. A jelölő, a jelölt és az összekapcsoló szabály együtt alkotják a jelet. Ebben a felfogásban a jel egy reláció, amelynek konkrét tartalma rendkívül sokféle lehet.